# Солнечное (Рязанская область)
Солнечное — село в Михайловском районе Рязанской области России.

## География
Село находится на берегу Пронского водохранилища.

## История
Первоначальное название населённого пункта — Самодуровка.
В 1850 году в деревне был один помещик.
До 1924 года деревня входила в состав Горностаевской волости Михайловского уезда Рязанской губернии.
10 января 1966 г. населённый пункт был переименован в село Солнечное.

## Население
| 1859 | 1897  | 1906  | 2010 |
| ---- | ----- | ----- | ---- |
| 571  | ↗1006 | ↗1136 | ↘24  |

## Этимология
Топоним Солнечное образован от слова солнечный в значении «радостный, счастливый» и относится к числу идеологических наименований советского времени.

## Достопримечательности
- Покровский храм. В 1925—1931 годах здесь служил новомученик отец Гавриил Масленников.